# Musée historico-culturel de la ville et du canton de Zoug
 (mai 2014).
Le musée historico-culturel de la ville et du canton de Zoug est un musée historique situé dans la ville de Zoug, en Suisse.

## Histoire
Le musée est créé dans le château de Zoug et ouvre ses portes en 1982, après une importante rénovation du site. Il existait auparavant sous une forme plus simple, mais déjà sous la direction de la fondation du musée de Zoug.
Le musée, de même que le château qui l'accueille, sont inscrits comme biens culturels suisses d'importance nationale.

## Collections
La collection permanente présente, sur différentes salles, environ 16 000 objets reliés à l'histoire de la ville ou du canton de Zoug. Une part importante de ces objets viennent de dons des paroisses catholiques de Baar, Cham, Menzingen, Neuheim, Unterägeri et bien sûr de Zoug.